# Лимбург (Белгија)
Провинција Лимбург  (хол. Provincie Limburg) је једна од пет провинција белгијског региона Фландрије.
Провинција Лимбург је 2011. године имала 844.621 становника. Становништво говори фламански језик. Главни и највећи град је Хаселт. 